# Nepelle nelera
Nepelle nelera is een vlokreeftensoort uit de familie van de Urohaustoriidae. De wetenschappelijke naam van de soort is voor het eerst geldig gepubliceerd in 1991 door Barnard & Drummond.